# Richtis-Schlucht

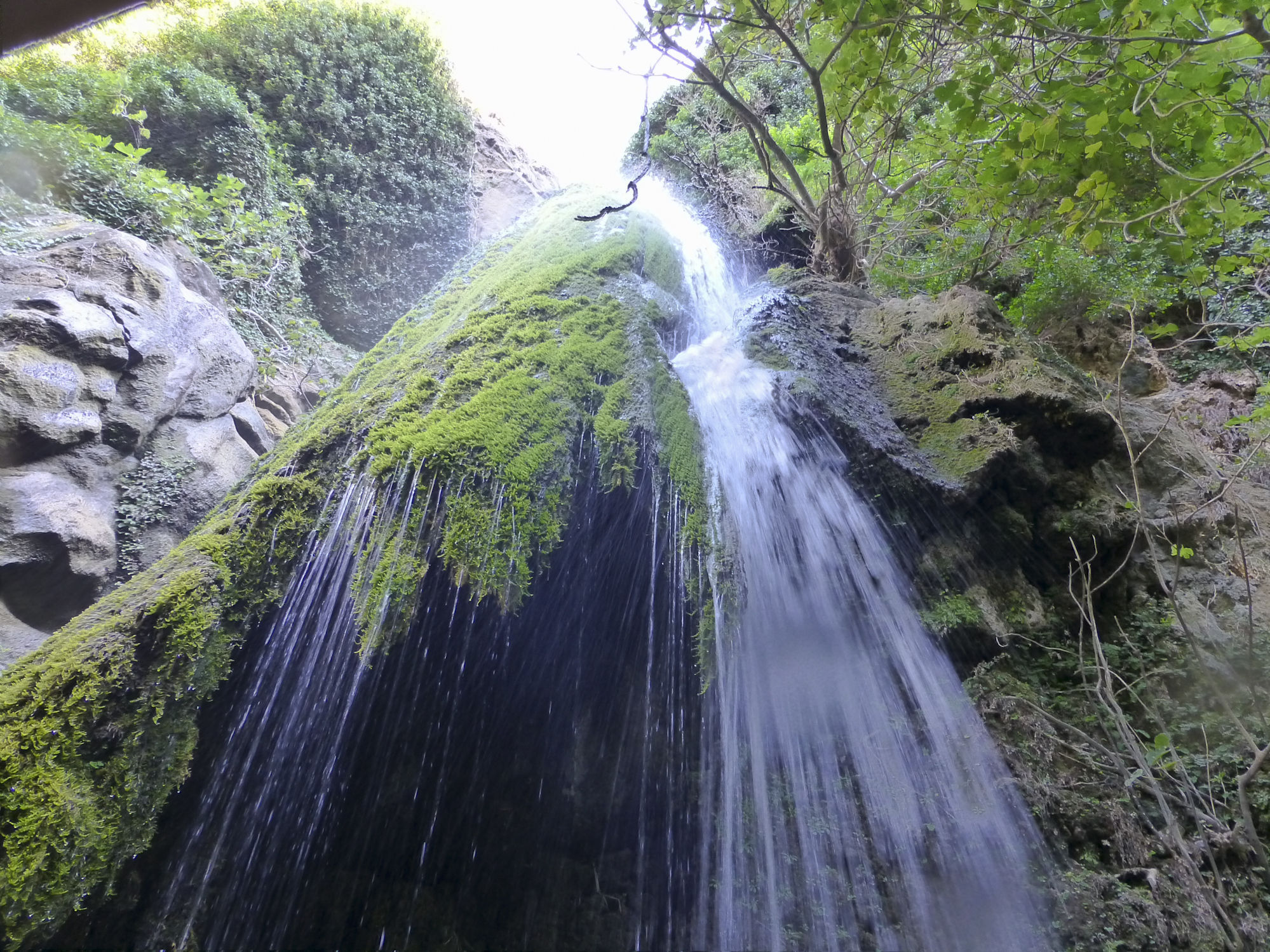
Richtis-Wasserfall

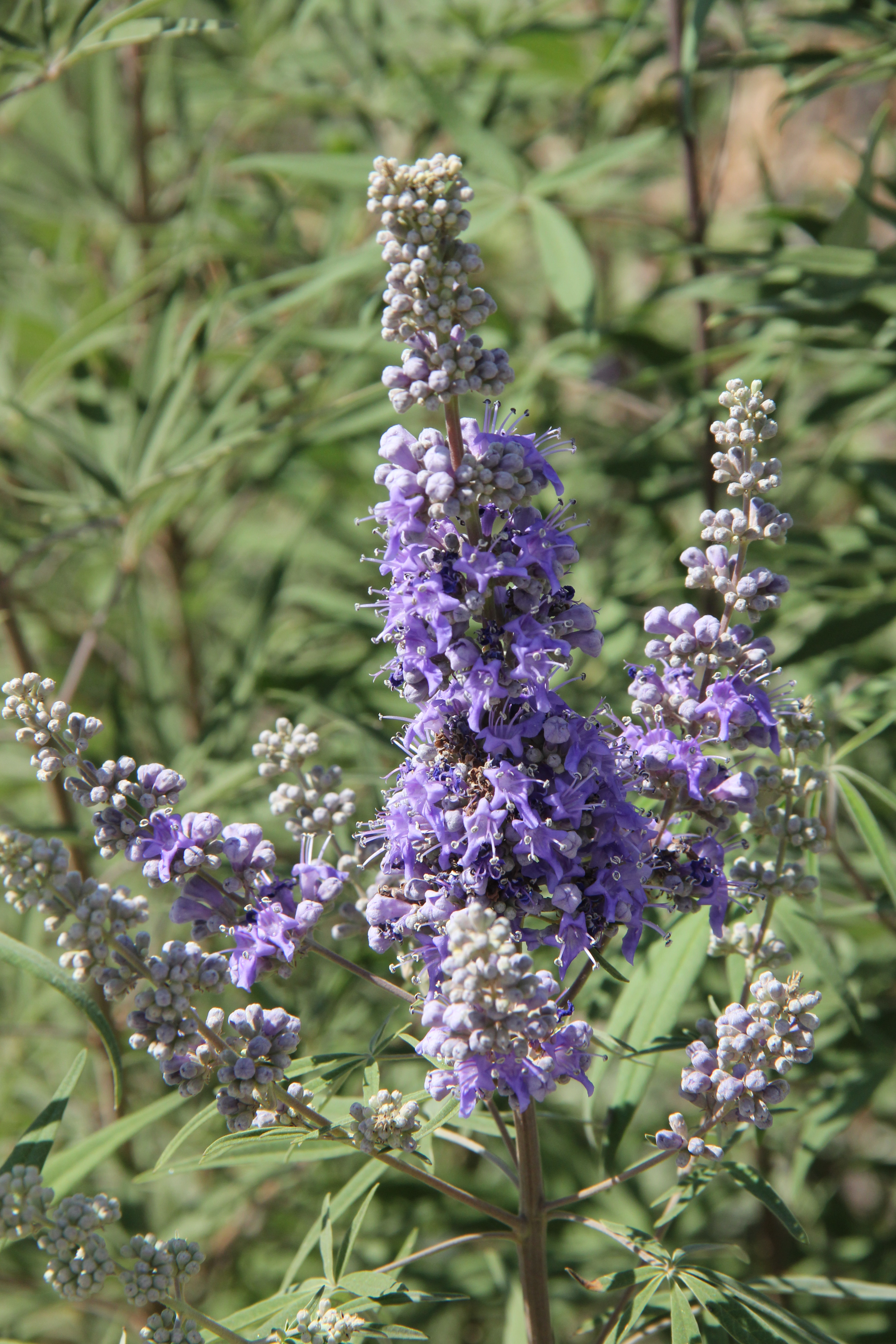
Mönchspfeffer

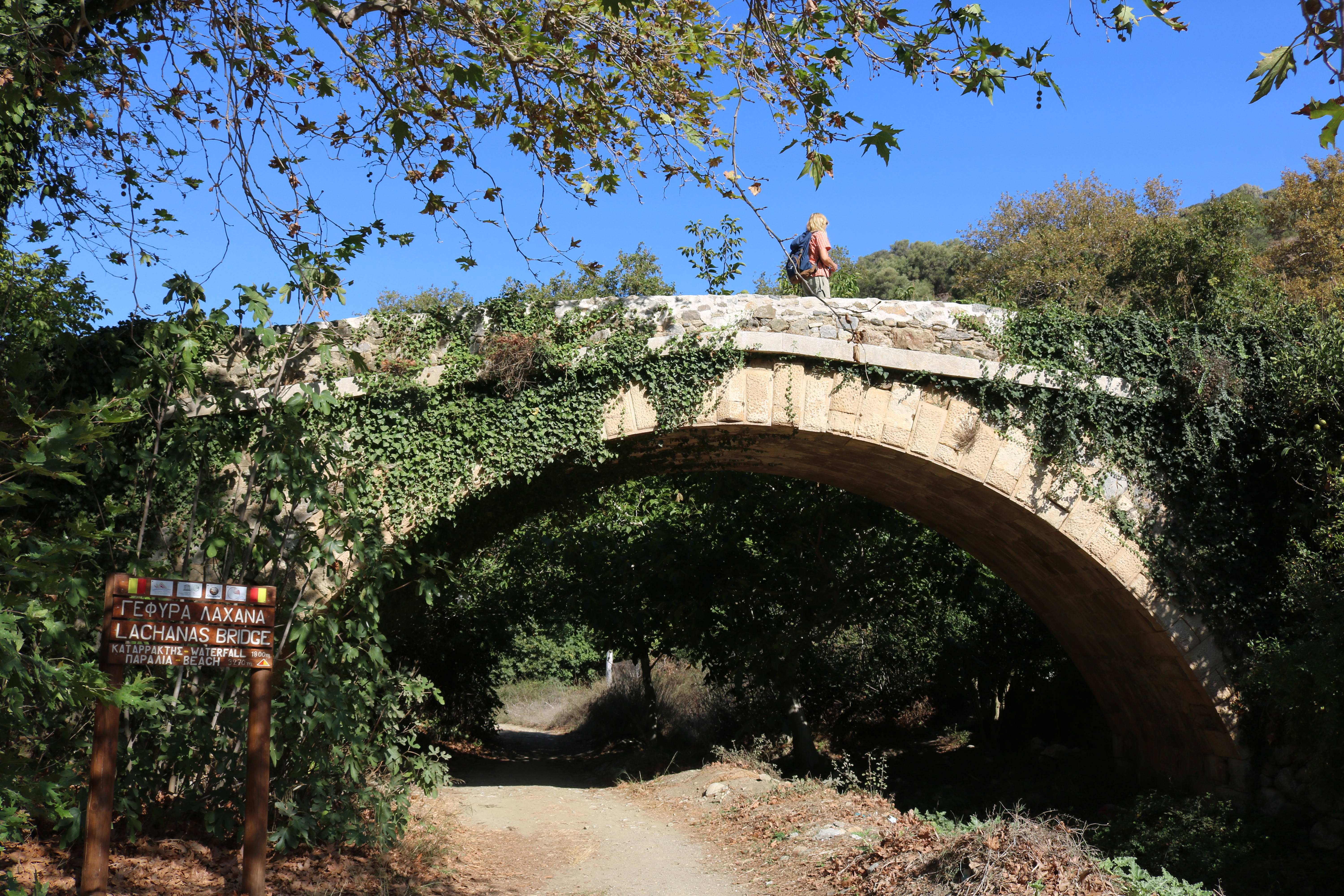
Lachanas-Brücke

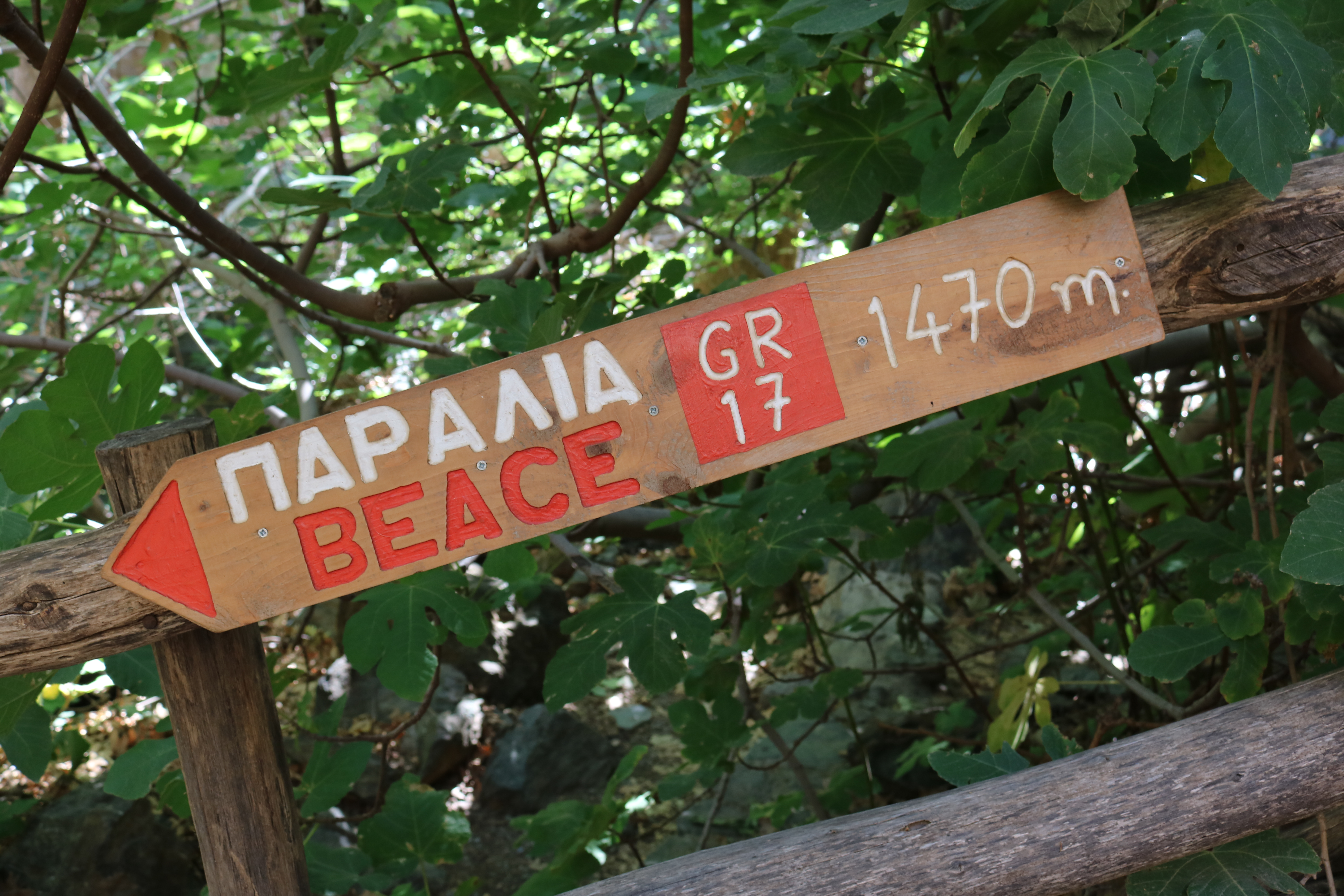
Wegweiser durch die Schlucht

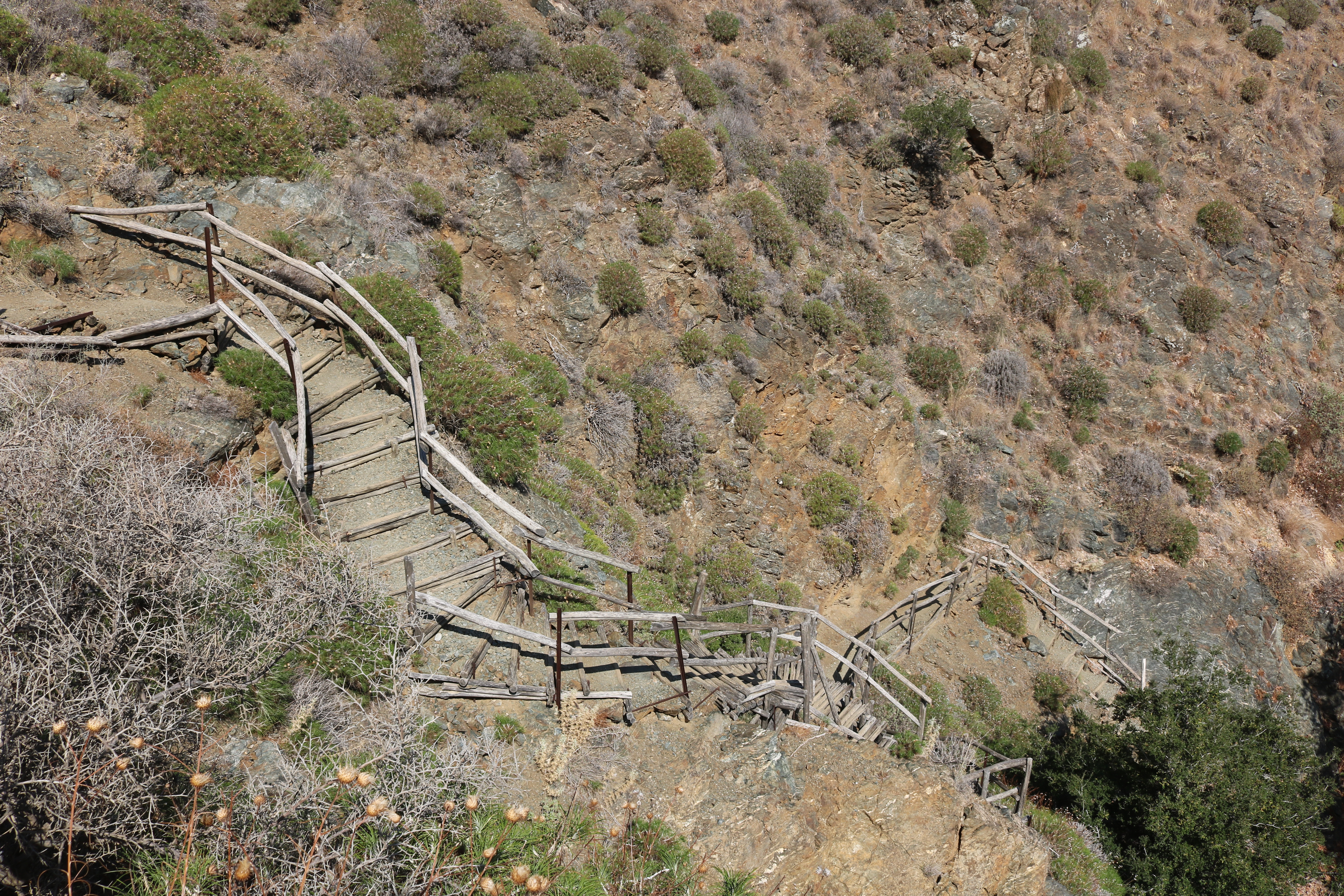
Treppenweg zum Wasserfall

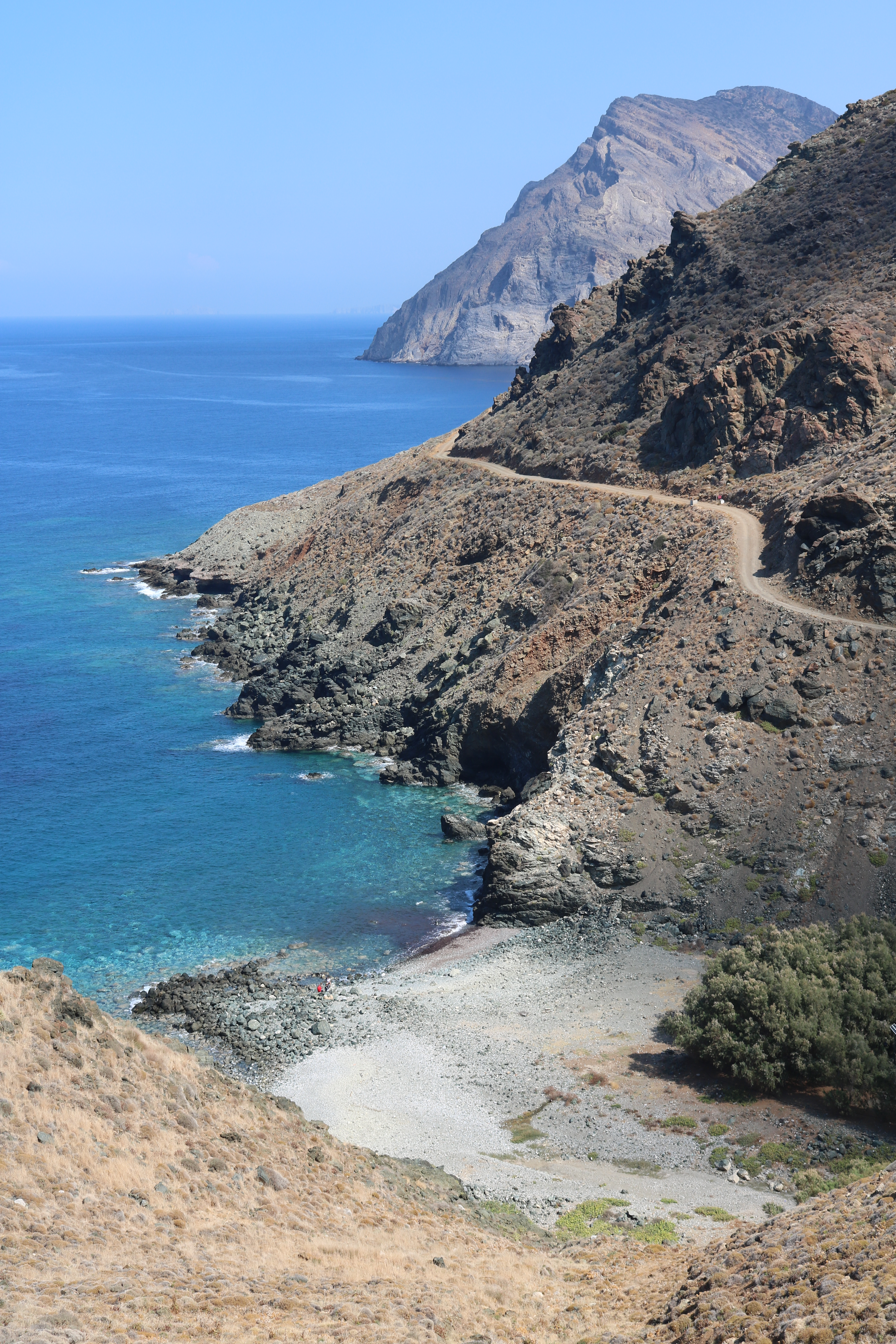
Schluchtmündung am Kretischen Meer

Die Richtis-Schlucht (griechisch Φαράγγι του Ρίχτη Farángi tou Richti) ist eine Schlucht auf der griechischen Insel Kreta. Sie liegt im UNESCO Global Geopark Sitia. Wegen der ursprünglichen Natur und der guten Erreichbarkeit zählt die Schlucht zu den bekanntesten und am meisten besuchten Schluchten Ostkretas.

## Lage und Zugang
Der Zugang zur etwa 5 km langen Schlucht befindet sich nahe des Dorfes Exo Mouliana im Regionalbezirk Lasithi an der Ethniki Odos 90, etwa 52 km östlich von Agios Nikolaos und 14 km westlich von Sitia. Als eine der wenigen der über 300 Schluchten Kretas ist der Besuch kostenpflichtig. Für den als Geopark-Route markierten Wanderweg hinab ans Meer sollten gut zwei Stunden veranschlagt werden, der Abstieg beginnt auf 350 m über dem Meeresspiegel. Im Winter und zeitigen Frühjahr führt der Wildbach mitunter viel Wasser, gelegentlich ist dann eine Kraxelei über Felsen erforderlich.

## Flora und Fauna
Im Vergleich zu anderen Inselteilen überrascht die Schlucht selbst in den so gut wie niederschlagsfreien Sommermonaten mit üppiger Vegetation. In dem mediterranen Buschwald dominiert die Morgenländische Platane (Platanus orientalis), an deren Baumstämmen sich Efeu hinaufrankt. Dicht am Bachlauf stehen Oleander (Nerium oleander) und Mönchspfeffer (Vitex agnus-castus), an der Schluchtmündung Tamarisken. Im Frühjahr blühen zahlreiche Wildblumen, darunter das Stephanskraut (Delphinium staphisagria), ein intensiv lila blühendes giftiges Hahnenfußgewächs, das auch Rittersporn genannt wird. Daneben ist ein kleiner Bestand mit nur wenigen Exemplaren der Kretischen Dattelpalme (Phoenix theophrasti) nachgewiesen.
An Vögeln kann u. a. die Schafstelze (Motacilla flava) gesichtet werden, an Schmetterlingen der Russische Bär (Panaxia quadripunctaria), aus der Gattung der Wasserfrösche der Kreta-Wasserfrosch (Pelophylax cretensis).

## Schluchtverlauf
Von dem wenige hundert Meter südöstlich von Exo Mouliana gelegenen Wanderparkplatz kommt man auf einem Betonweg zur Lachanas-Brücke hinab, einer zu Beginn des 19. Jahrhunderts erbauten Bogenbrücke. Nach dem Kassenhäuschen an der Brücke führen Holztreppen und Metallstege in die Schlucht hinab. Die Attraktion ist ein knapp 20 m hoher Wasserfall, der sich in eine Gumpe stürzt. Vom Wasserfall kann der Schlucht vorbei an zwei Ruinen von Wassermühlen bis zur Mündung ins Kretische Meer gefolgt werden. An der Mündung liegt der grobe Kieselstrand Paralia Richti (Παραλία Ρίχτη), in dem Tamariskenwäldchen davor gibt es einen Rastplatz mit einem Brunnen. Alternativ zum Wiederaufstieg durch die Schlucht kann von dort auf einer schmalen Betonstraße nach Exo Mouliana aufgestiegen werden.

## In der Nähe
- Kritsa-Schlucht